# Дрегоєшть (Вилча)
Дрегоєшть, Дрегоєшті (рум. Drăgoești) — село у повіті Вилча в Румунії. Адміністративний центр комуни Дрегоєшть.
Село розташоване на відстані 148 км на захід від Бухареста, 32 км на південь від Римніку-Вилчі, 66 км на північний схід від Крайови, 138 км на південний захід від Брашова.

## Населення
За даними перепису населення 2002 року у селі проживала 1481 особа, усі — румуни. Усі жителі села рідною мовою назвали румунську.